# Liste der Mitglieder der Entschädigungseinrichtung deutscher Banken
Diese Liste der Mitglieder der Entschädigungseinrichtung deutscher Banken stellt alle Banken oder deren Zweigstellen dar, welche als zugewiesenes Institut der EdB gelten (Stand: April 2021).

## A
- Aareal Bank AG
- abcbank GmbH
- ABK Allgemeine Beamten Bank AG
- Agricultural Bank of China Limited Frankfurt Branch
- Airbus Group Bank GmbH
- AKA Ausfuhrkredit-Gesellschaft mit beschränkter Haftung
- Akbank AG
- akf bank GmbH & Co KG
- ALTE LEIPZIGER Bauspar AG
- Augsburger Aktienbank Aktiengesellschaft
- Australia and New Zealand Banking Group Limited Niederlassung Frankfurt am Main
- AXA Bank AG

## B
- B. Metzler seel. Sohn & Co. Kommanditgesellschaft auf Aktien
- Baader Bank Aktiengesellschaft
- Banco do Brasil S.A. Zweigniederlassung Frankfurt am Main
- Bank Julius Bär Europe AG
- BANK MELLI IRAN Zweigniederlassung Hamburg
- Bank of America National Association Frankfurt Branch/Filiale Frankfurt am Main
- BANK OF CHINA LIMITED Zweigniederlassung Frankfurt am Main Frankfurt Branch
- Bank of Communications Co., Ltd. Frankfurt branch
- Bank Saderat Iran Zweigniederlassung Frankfurt am Main
- Bank Sepah-Iran Filiale Frankfurt am Main
- Bank Vontobel Europe AG
- Bank11 für Privatkunden und Handel GmbH
- Bankhaus Anton Hafner KG
- Bankhaus August Lenz & Co. Aktiengesellschaft
- Bankhaus Bauer Aktiengesellschaft
- Bankhaus C. L. Seeliger Kommanditgesellschaft
- Bankhaus E. Mayer Aktiengesellschaft
- Bankhaus Ellwanger & Geiger AG
- Bankhaus Gebr. Martin Aktiengesellschaft
- Bankhaus Herzogpark AG
- Bankhaus J. Faißt oHG
- Bankhaus Lampe KG
- Bankhaus Ludwig Sperrer KG
- Bankhaus Max Flessa KG
- Bankhaus Obotritia GmbH
- Bankhaus Rautenschlein AG
- Bankhaus von der Heydt GmbH & Co. KG
- Bankhaus Werhahn GmbH
- Bausparkasse Mainz Aktiengesellschaft
- Bethmann Bank AG
- BfW – Bank für Wohnungswirtschaft AG
- BHW Bausparkasse Aktiengesellschaft
- BMW Bank GmbH
- BSQ Bauspar AG

## C
- C24 Bank GmbH
- China Construction Bank Corporation Niederlassung Frankfurt am Main
- Citibank, N.A. in New York Filiale Frankfurt am Main
- Clearstream Banking Aktiengesellschaft
- Commerzbank Aktiengesellschaft
- Credit Suisse (Deutschland) Aktiengesellschaft
- CreditPlus Bank Aktiengesellschaft
- CRONBANK Aktiengesellschaft
- CVW-Privatbank AG

## D
- Debeka Bausparkasse Aktiengesellschaft Sitz Koblenz am Rhein
- Degussa Bank AG
- Deutsche Bank AG
- Deutsche Bank Europe GmbH
- Deutsche Bausparkasse Badenia Aktiengesellschaft
- Deutsche Handelsbank AG
- Deutsche Oppenheim Family Office AG
- Deutsche Pfandbriefbank AG
- Donner & Reuschel Aktiengesellschaft
- DSK Hyp AG (Deutsch-Skandinavische Hypothekenbank)

## E
- EIS Einlagensicherungsbank GmbH
- ETRIS Bank GmbH
- Eurex Clearing AG
- Eurocity Bank AG
- Europäisch-Iranische Handelsbank Aktiengesellschaft
- European Bank for Financial Services GmbH (ebase)

## F
- FIDOR Bank AG
- FIL Fondsbank GmbH
- Flatexdegiro Bank AG
- Fondsdepot Bank GmbH
- Ford Bank GmbH
- Fürst Fugger Privatbank Aktiengesellschaft
- Fürstlich Castell’sche Bank, Credit-Casse Aktiengesellschaft

## G
- Gabler-Saliter Bankgeschäft AG
- GEFA BANK GmbH
- Goldman Sachs Bank Europe SE
- Goldman Sachs International Bank Zweigniederlassung Frankfurt
- Goyer & Göppel Kommanditgesellschaft
- Greensill Bank AG
- Grenke Bank AG

## H
- Hanseatic Bank GmbH & Co KG
- Hauck & Aufhäuser Privatbankiers Kommanditgesellschaft auf Aktien
- HKB Bank GmbH
- Hoerner-Bank Aktiengesellschaft
- Honda Bank GmbH
- HSBC Trinkaus & Burkhardt AG
- Hyundai Capital Bank Europe GmbH

## I
- IBM Deutschland Kreditbank Gesellschaft mit beschränkter Haftung
- ICICI Bank UK PLC, Germany Branch
- IKB Deutsche Industriebank Aktiengesellschaft
- Industrial and Commercial Bank of China Limited Frankfurt Branch
- ING-DiBa AG
- İşbank AG

## J
- J.P. Morgan AG
- Joh. Berenberg, Gossler & Co. KG

## K
- KEB Hana Bank (D) Aktiengesellschaft
- KT Bank AG

## L
- Lloyds Bank GmbH
- Lloyds Bank plc, Niederlassung Berlin

## M
- M.M.Warburg & CO (AG & Co.) Kommanditgesellschaft auf Aktien
- M.M.Warburg & CO Hypothekenbank Aktiengesellschaft
- MARCARD, STEIN & CO AG
- Max Heinr. Sutor OHG
- MCE Bank GmbH
- mediserv Bank GmbH
- Mercedes-Benz Bank AG
- Merkur Privatbank KGaA
- Middle East Bank, Munich Branch
- Misr Bank – Europe GmbH
- Mizuho Bank, Ltd., Filiale Düsseldorf
- MLP Banking AG
- MMV Bank GmbH
- Morgan Stanley Bank Aktiengesellschaft
- Münsterländische Bank Thie & Co. KG

## N
- N26 Bank GmbH
- National Bank of Pakistan Filiale Frankfurt am Main
- National Westminster Bank Plc, Niederlassung Deutschland
- National-Bank Aktiengesellschaft
- NATIXIS Zweigniederlassung Deutschland
- NatWest Markets Plc, Niederlassung Deutschland
- net-m privatbank 1891 AG
- norisbank GmbH
- North Channel Bank GmbH & Co. KG

## O
- ODDO BHF Aktiengesellschaft
- ODDO SEYDLER BANK AG
- Oldenburgische Landesbank Aktiengesellschaft
- Otto M. Schröder Bank Aktiengesellschaft
- OYAK ANKER Bank GmbH

## P
- PEAC (Germany) GmbH
- ProCredit Bank AG
- PSA Bank Deutschland GmbH

## Q
- Quirin Privatbank AG

## R
- Raisin Bank AG
- RSB Retail + Service Bank GmbH

## S
- Saman Bank Niederlassung Frankfurt
- Santander Consumer Bank Aktiengesellschaft
- SECB Swiss Euro Clearing Bank GmbH
- SHINHAN BANK EUROPE GmbH
- Siemens Bank GmbH
- SIGNAL IDUNA Bauspar Aktiengesellschaft
- SMBC Bank EU AG
- solarisBank AG
- St. Galler Kantonalbank Deutschland AG
- Standard Chartered Bank AG
- start:bausparkasse AG
- State Bank of India (Indische Staatsbank) Zweigniederlassung Frankfurt am Main
- State Street Bank International GmbH
- Steyler Bank GmbH
- Stifel Europe Bank AG
- Süd-West-Kreditbank Finanzierung GmbH
- Sumitomo Mitsui Banking Corporation Fil. Düsseldorf Zweigniederlassung der SMBC mit Sitz in Tokyo

## T
- TARGOBANK AG
- The Bank of New York Mellon Filiale Frankfurt am Main
- Toyota Kreditbank GmbH
- Tradegate AG Wertpapierhandelsbank
- TRUMPF Financial Services GmbH

## U
- UBS Europe SE
- UmweltBank Aktiengesellschaft
- UniCredit Bank AG
- Union-Bank Aktiengesellschaft

## V
- V-Bank AG
- Varengold Bank AG
- Vietnam Joint Stock Commercial Bank for Industry and Trade (VietinBank) Filiale Deutschland
- Volkswagen Bank Gesellschaft mit beschränkter Haftung
- VTB Bank (Europe) SE
- VZ Depotbank Deutschland AG

## W
- WEG Bank AG
- Wirecard Bank AG
- Woori Bank Europe GmbH
- Wüstenrot Bausparkasse Aktiengesellschaft

## Z
- ZIRAAT BANK INTERNATIONAL AKTIENGESELLSCHAFT